# Ivan Langstroth
 (octobre 2020).
Pour les articles homonymes, voir Langstroth.
Ivan Shed Langstroth, né le 16 octobre 1887 à Alameda en Californie et décédé le 18 avril 1971 à New York, est un pianiste, pédagogue et compositeur américain.

## Biographie
Il fait ses études à San Francisco avec T. Vogt, puis à Berlin avec Paul Juon,  Engelbert Humperdinck et Josef Lhévinne.
En 1915, il est répétiteur à l'Opéra de Kiel (en), puis organiste à l'Église américaine de Berlin en 1916. Entre 1917 et 1920, il fait une tournée de concerts en Scandinavie et entre 1921 et 1928, il enseigne au Nouveau Conservatoire de Vienne, puis retourne aux États-Unis.
En 1943 et en 1945, il est maître de conférences universitaire au Brooklyn College de New York, puis enseigne dans le privé.

## Œuvres
il a écrit pour orchestre et chœurs, pour musique de chambre, des pièces pour piano et des mélodies.

## Sources
- Theodore Baker et Alain Pâris (trad. Marie-Stella Pâris), Dictionnaire biographique des musiciens, R. Laffont, 1995 (ISBN 2-221-90103-7, 978-2-221-90103-8 et 2-221-06510-7, OCLC 896013421, lire en ligne)